# Big Clear Creek
Der Big Clear Creek ist ein (mit North Fork) etwa 28 Kilometer langer rechter Nebenfluss des Meadow River im Greenbrier County im US-Bundesstaat West Virginia. Er entwässert ein dünn besiedeltes und stark bewaldetes Gebiet im Südosten des Bundesstaates.

## Verlauf
Der Big Clear Creek entsteht durch den Zusammenfluss der etwa gleich großen Quellflüsse North Fork Big Clear Creek und South Fork Big Clear Creek bei Anjean. Der North Fork entspringt nahe Clearco und ist etwa 16 km lang. Der South Fork wird gebildet durch den Zusammenfluss von Old Field Branch und Job Knob Branch und ist mit letztgenanntem etwa 15,8 km lang. 
Der vereinigte Fluss fließt die letzten rund 12 km in südwestliche Richtung und mündet bei Rupert in den Meadow River, dessen größter Nebenfluss er ist.